# Алпорт (Арканзас)
Алпорт (енгл. Allport) град је у америчкој савезној држави Арканзас.

## Демографија
По попису из 2010. године број становника је 115, што је 12 (-9,4%) становника мање него 2000. године.
| Група             | 2000.       | 2010.      |
| Белци             | 7 (5,5%)    | 13 (11,3%) |
| Афроамериканци    | 120 (94,5%) | 93 (80,9%) |
| Азијати           | 0 (0,0%)    | 0 (0,0%)   |
| Хиспаноамериканци | 0 (0,0%)    | 0 (0,0%)   |
| Укупно            | 127         | 115        |